# Карлсборг (Вашингтон)
Карлсборг (енгл. Carlsborg) насељено је место без административног статуса у америчкој савезној држави Вашингтон.

## Демографија
По попису из 2010. године број становника је 995, што је 140 (16,4%) становника више него 2000. године.
| Група             | 2000.       | 2010.       |
| Белци             | 803 (93,9%) | 896 (90,1%) |
| Афроамериканци    | 0 (0,0%)    | 3 (0,3%)    |
| Азијати           | 7 (0,8%)    | 22 (2,2%)   |
| Хиспаноамериканци | 14 (1,6%)   | 34 (3,4%)   |
| Укупно            | 855         | 995         |